# Аль-Мактум Стэдиум
Аль-Мактум Стэдиум — многофункциональный стадион в Дубае, ОАЭ. В настоящее время используется в основном для проведения футбольных матчей. Является домашней ареной ФК «Аль-Наср». Вместительность стадиона — 15000 зрителей.
Был модернизирован к Кубку Азии по футболу 2019.
Майкл Джексон планировал выступить здесь с двумя концертами в рамках своего сольного концертного тура Dangerous World Tour, но оба были отменены и запрещены из-за обвинения артиста в сексуальных домогательствах.